# Markersdorf (Chemnitz)
Markersdorf, Chemnitz-Markersdorf – dzielnica miasta Chemnitz w Niemczech, w kraju związkowym Saksonia. 